# Taranna
Taranna é um assentamento rural (Hamlet) da península de Tasman, localizado no sudeste da Tasmânia, Austrália. No censo de 2006, Taranna e áreas próximas tinham uma população de 190 habitantes. O lugar é conhecido por abrigar o Tasmanian Devil Conservation Park.